# Abbás II. Hilmí
Abbás II. Hilmí, arabsky ‏عباس حلمي الثاني, (14. července 1874 Alexandrie – 20. prosince 1944 Ženeva) byl poslední egyptský chediv, který vládl v období 1892 až 1914.

## Životopis
Abbas Hilmí II. byl synem chediva Taufíka I. Vzdělával se na vojenské akademii Theresianum ve Vídni. V roce 1892 výuku přerušil a vrátil se do Egypta, aby převzal vládu po zemřelém otci.
Egypt byl již od roku 1882 pod kontrolou Velké Británie, vazby na Osmanskou říši ale nebyly ukončeny. Abbás II. byl formálně vazalem Osmanů. Britská vláda byla zastoupena generálním konzulem, který byl faktickým vládcem země.
Chadiv podporoval protibritské opoziční hnutí a byl proto v roce 1914 Brity sesazen a odešel do exilu.
Jeho nástupcem se stal Husajn Kámil (1914–1917).